# Leawood (Kansas)
Leawood ist eine Stadt im US-Bundesstaat Kansas im Johnson County. Das U.S. Census Bureau hat bei der Volkszählung 2020 eine Einwohnerzahl von 33.902 ermittelt. Leawood ist ein Vorort innerhalb der Metropolregion Kansas City mit vorwiegend gutsituierter Bevölkerung. 

## Geschichte
Nach dem Louisiana Purchase von 1803 wurde das Gebiet östlich des heutigen Leawood für die Besiedlung geöffnet. Der Santa Fe Trail, der durch das Gebiet führte, trug ebenfalls zur Entwicklung der Gegend bei. Der „Border Ruffian War“ (1855–1857), Teil eines größeren Konflikts, der als „Bleeding Kansas“ (Blutendes Kansas) bekannt wurde, schadete der lokalen Wirtschaft, da Pro-Sklaverei-Aktivisten aus dem Sklavenstaat Missouri Siedler, Händler und Reisende entlang des Santa Fe Trails angriffen. Die Bedingungen verbesserten sich mit der Gründung von Oxford, dem Vorgänger von Leawood. Die Gemeinde wurde durch den Sezessionskrieg zerstört, und 1865 war nur noch wenig von ihr übrig geblieben.
Das moderne Leawood wurde in den 1920er Jahren gegründet, nachdem Oscar G. Lee, ein pensionierter Polizeichef aus Oklahoma, nach Johnson County gezogen war. Er beaufsichtigte den Bau des Lee Boulevards und nach ihm ist die Siedlung benannt. Am 30. November 1948 erhielt Leawood das Stadtrecht.

## Demografie
Nach der Schätzung von 2019 leben in Leawood 34.727 Menschen. Die Bevölkerung teilte sich im selben Jahr auf in 93,4 % Weiße, 0,7 % Afroamerikaner, 4,1 % Asiaten und 1,5 % mit zwei oder mehr Ethnizitäten. Hispanics oder Latinos aller Ethnien machten 2,8 % der Bevölkerung aus. Das mittlere Haushaltseinkommen lag bei 157.515 US-Dollar und die Armutsquote bei 1,4 %.
| Jahr | Einwohner¹ |
| ---- | ---------- |
| 1950 | 1.167      |
| 1960 | 7.466      |
| 1970 | 10.349     |
| 1980 | 13.360     |
| 1990 | 19.693     |
| 2000 | 27.656     |
| 2010 | 31.867     |
| 2020 | 33.902     |

¹ 1950 – 2020: Volkszählungsergebnisse

## Söhne und Töchter von Leawood
- Barbara Horan Kennedy (* 1957), Film- und Fernsehschauspielerin
- Holley Fain (* 1981), Schauspielerin
- Ryan Raybould (* 1983), Fußballspieler
- Sean Plott (* 1986), E-Sportler